# Opius metanotalis
Opius metanotalis är en stekelart som beskrevs av Fischer 1965. Opius metanotalis ingår i släktet Opius och familjen bracksteklar. Inga underarter finns listade i Catalogue of Life.